# William Henry Dudley Boyle
William Henry Dudley Boyle, 12th Earl of Cork, 12th Earl of Orrery, GCB, GCVO, britanski admiral in plemič, * 30. november 1873, † 19. april 1967.
Bil je član revne veje britanske aristokracije, ki pa se je odlikoval v 54-letni vojaški karieri; dosegel je čin admirala flote in postal vrhovni poveljnik britanske domače flote.
Po smrti svojega bratranca leta 1934 je postal dvanajsti Earl of Cork in dvanajsti Earl of Orrery.